# Digital Workplace
Ein Digital Workplace (digitaler Arbeitsplatz) ist eine zentrale digitale Arbeitsplattform, die Informationen, Tools und Services ortsungebunden zur Verfügung stellt. Als organisationsinternes Webportal stellt es eine Weiterentwicklung des Intranets dar. Der Digital Workplace ist ein Sammelbegriff für Werkzeuge, die es ermöglichen, kollaborativ zu arbeiten und Informationen auszutauschen (siehe Social Software) und dies mit funktional bedeutsamen Unternehmens-Anwendungen (z. B. CRM, ERP) in Einklang zu bringen.

## Büroarbeit in Gegenwart und Zukunft
Das Büro ist einer der wichtigsten Bestandteile in den meisten Firmen und der übliche Arbeitsplatz eines Angestellten. Durch das Aufkommen von Computern hat sich dieses Konzept mehr und mehr gefestigt. Wichtige Themen und Aufgaben können direkt mit Kollegen besprochen werden. Wichtig ist vielen Unternehmen und Angestellten die örtliche Trennung von Arbeit und Privatleben, weshalb die Arbeit im Büro erledigt wird.
Siehe:
- Büro
- Bürokonzept
- Großraumbüro

Der Arbeitsplatz der Zukunft wird sich jedoch in eine andere Richtung bewegen. Arbeitnehmern wird das orts- und zeitunabhängige Arbeiten immer wichtiger. Das Prinzip des Home-Office wird bereits in vielen Unternehmen angeboten, doch nutzen bisher lediglich elf Prozent aller Beschäftigten diese Möglichkeit. Gründe sind oftmals die fehlenden Ressourcen des Unternehmens oder die Vermischung von Arbeit und Privatleben, was viele Arbeitnehmer abschreckt.

## Aufbau eines Digital Workplace
Die Grundprinzipien des Digital Workplace sind Integration und Kollaboration: Daten aus allen eingesetzten Software-Systemen (zum Beispiel ERP, CRM, BI etc.) werden auf einer zentralen Plattform zusammengebracht. Diese stellt nicht nur Informationen und Anwendungen zur Verfügung, sondern fördert auch die standortübergreifende Zusammenarbeit und den Wissensaustausch.

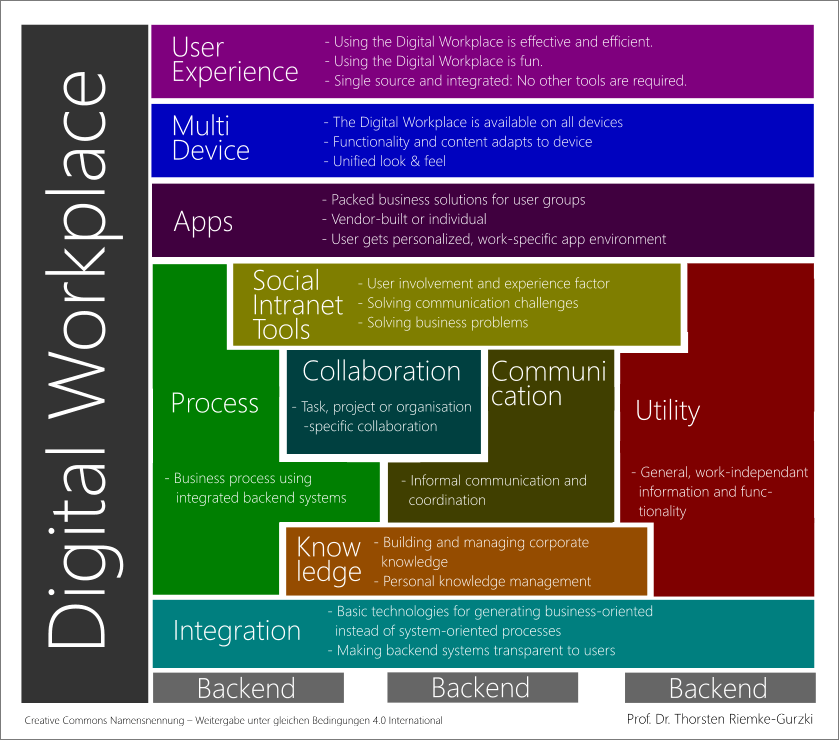
Übersicht über die Elemente eines Digital Workplace

Als Portal ist der Digital Workplace „eine Lösung für die Integration von Informationen und Diensten in einer einheitlichen Benutzeroberfläche.“ Verschiedene Dienste und Komponenten werden in einer Benutzerschnittstelle zusammengefasst und dem Nutzer meist web-basiert zur Verfügung gestellt. Integrierte Daten können wiederum über Schnittstellen abgefragt werden und in anderen Anwendungen weiterverwendet werden. Benutzer können existierende Daten kombinieren und darauf basierend neue Anwendungen erstellen.

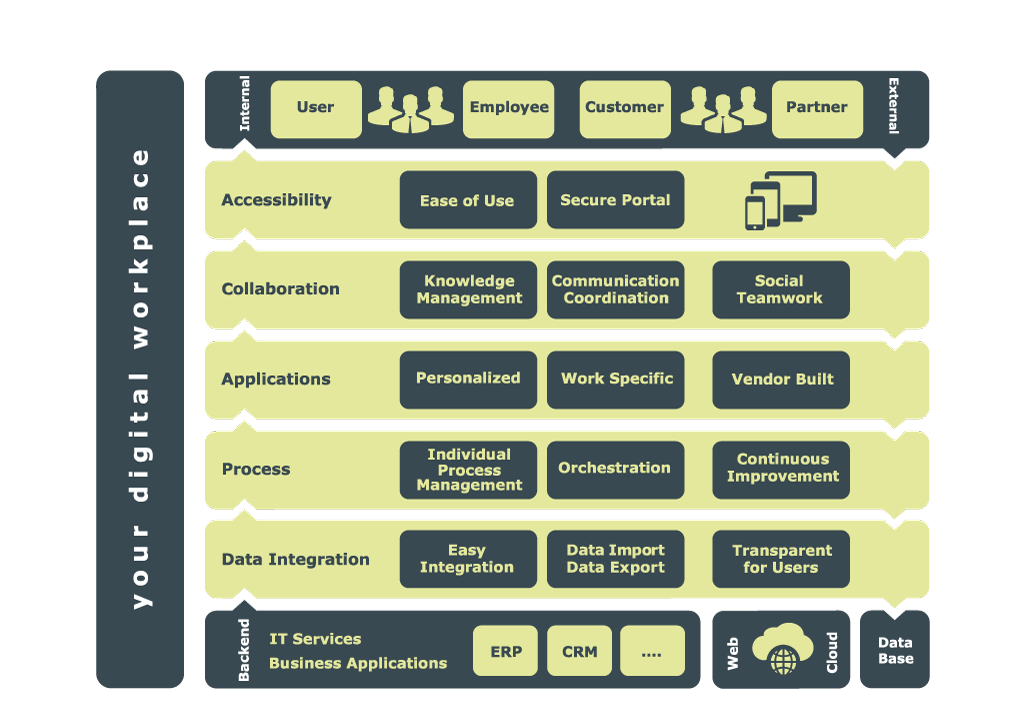
Digital Workplace Schichtenmodell

Grundsätzlich kann man sich einen Digital Workplace technisch gesehen in verschiedenen Schichten vorstellen. Die Basis bildet das Back-End. Das sind die Prozesse und Softwaresysteme, die von Unternehmen bereits tagtäglich eingesetzt werden.
Durch den Prozessschritt der Datenintegration werden die einzelnen Basiselemente miteinander verbunden. Indem die Daten live angebunden werden, kann die Komplexität für Anwender deutlich verringert werden: die Grundanwendungen wie das ERP oder CRM bleiben im Hintergrund und der Zugriff erfolgt über ein einheitliches und übersichtliches Front-End.
Über Prozesse werden die einzelnen Elemente orchestriert. Softwareprogramm, Maschinen und Daten spielen zusammen mit dem Ziel, Informationen und Services bestmöglich für die berechtigten User verfügbar zu machen. Zahlreiche Vorgänge können hier automatisiert ablaufen.
Die grafische Aufbereitung der eingebundenen Daten und umgesetzten Prozesse erfolgt in Applikationen, die direkt in die Oberfläche des web-basierten Digital Workplace eingebettet sind. Der Zugriff auf die Daten ist dabei personalisiert und auf die Arbeitsprozesse bezogen. Die Anwendungen am Digital Workplace lassen sich an die Gegebenheiten des jeweiligen Unternehmens anpassen und bilden so die individuellen Arbeitsprozesse optimal ab.
Aspekte der Social Collaboration gewährleisten, dass die unternehmensweite Zusammenarbeit gefördert wird. Mitarbeiter können aktiv Wissen austauschen und zu Projekten etc. kommunizieren. Dieser Aspekt gewinnt insbesondere dann an Bedeutung, wenn über verschiedene Standorte oder Abteilungen hinweg zusammengearbeitet werden soll.
Schließlich spielt die Erreichbarkeit des Digital Workplace eine immense Rolle. Um eine wirklich moderne Arbeitsumgebung zur Verfügung zu stellen, muss er ortsungebunden und über verschiedene Endgeräte erreichbar sein. Nur so werden Szenarien wie Home-Office und zeit-räumlich flexible Arbeit sinnvoll unterstützt. Dabei muss die Bereitstellung von Informationen und Prozessen stets sicher und verschlüsselt ablaufen.

## Vorteile und Nachteile eines Digital Workplace
Der freie Fluss von Informationen am Digital Workplace hat positive Auswirkungen auf Agilität und Innovationskraft moderner Unternehmen. Gleichzeitig fördert er das Engagement und die Zufriedenheit der Mitarbeiter, indem die richtigen Informationen an die damit betrauten Personen zur richtigen Zeit ausgeliefert werden. Der digitale Arbeitsplatz ist die „Gesamtheit der benötigten Zugriffsinfrastrukturen, Applikationen und Geräteplattformen von Informations- oder Wissensarbeitern, die diese zur Erfüllung ihrer Arbeitsaufgaben und Ausübung von Zusammenarbeit benötigen.“
Vorteile:
- Bessere Verfügbarkeit von Informationen und Prozessen;
- Unterstützung von orts- und zeitunabhängigem Arbeiten;
- Förderung des unternehmensweiten Wissensaustauschs;
- Bereitstellung einer zentralen Plattform statt zahlreicher Insellösungen;
- Vereinfachung von Workflows, Arbeitsprozessen durch Digitalisierung;
- Förderung von Engagement und Mitarbeiterzufriedenheit;
- Mehr Effizienz und Produktivität durch ein papierloses Büro.

Nachteile:
- Der informelle/soziale Austausch mit Arbeitskollegen fehlt
- Die Abgrenzung zwischen Arbeit und Privatbereich gestaltet sich schwieriger
- Die Infrastruktur zu Hause ist schlechter als vor Ort beim Arbeitgeber
- Ablenkungen durch bspw. Familie oder Haushalt
- Höherer Koordinations- und Organisationsaufwand
- Tendenz zur Mehrarbeit
- Kosten, die selbst getragen werden müssen (Strom, Büromaterial und -gerätschaften)
- Das Abschalten von der Arbeit wird schwieriger, gefühlt ständige Verfügbarkeit rund um die Uhr
- Transport resp. Herumschleppen von Unterlagen
- Verständnislosigkeit aus dem Umfeld für die Arbeit im Homeoffice[5]

## Abgrenzung zum Digital Workspace
Der Digital Workspace ist vielmehr als Teil des Digital Workplace zu verstehen. Dabei handelt es sich um einen virtuellen Arbeitsraum, der den physischen Arbeitsplatz ersetzt. Dieser setzte sich sowohl auf den Arbeitsgeräten, also einem Laptop oder mobilem Endgerät als auch aus den Tools und Softwares zusammen.

## Psychische Aspekte
Die Auswirkungen verschiedener Einflussfaktoren im Zusammenhang mit dem Gebrauch von Informations- und Kommunikationstechnologien am digitalen Arbeitsplatz (wie etwa Arbeitszeiten, Verarbeitung des Informations-Overloads, Arbeitsbelastung, Technostress) auf die menschliche Psyche und resultierende Größen (wie etwa Produktivität, Innovation) sind gegenwärtig Gegenstand wissenschaftlicher Untersuchungen.